# 投与方法
投与方法（とうよほうほう）は、薬剤の薬理作用を予定されたとおり発揮させるために所要量の薬剤をどのような投与経路でどれくらいの投与間隔で患者に投薬するかを具体的に定めた方法のことをいう。なお、個別の薬剤に含まれる薬理物質の性質が体循環血液への到達割合と到達速度に影響を与えるため、創薬段階（ドラッグデザイン段階）から投与方法については綿密に検討される。

## 投与経路
主に経口投与と非経口投与に分けられる。

### 経口投与
- 口腔内投与
- 舌下投与

など
経口投与の場合、口腔粘膜、胃壁、腸壁などから薬理物質が体循環血液に到達するまでには投与錠剤の溶解(脂溶性の変化による)、膜吸収を経て血液中に取り込まれて患部に送られる。ただし、腸壁から吸収された物質を含む血液は最初に肝臓に送られるため代謝による影響を受けることになる。肝臓の代謝能力は高く、薬理物質が患部に届くまでに肝臓で代謝を受けることを初回通過効果と呼ぶ。投与された薬理物質が体内循環血液中に取り込まれる量の割合をバイオアベイラビリティと呼ぶが、経口投与では初回通過効果などにより一般的にバイオアベイラビリティは低く、また、同量の投与でも体内での吸収部位や吸収量が当初の想定とはバラツキの出る結果が惹き起こされやすくなってしまう。

### 非経口投与
- 静脈内投与
- 筋肉内投与
- 皮下投与
- 経皮投与
- 経鼻投与
- 経肺投与

など
経口投与とは異なり、注射や点滴による静脈内投与はバイオアベイラビリティがほぼ10割に近く、薬剤の血中濃度のコントロールも行いやすくなる。

## 投与間隔
投与間隔はその薬剤固有の有効量と致死量、血中濃度半減期があり、患者の薬剤の血中濃度を有効域に保つために薬剤を継続して投与しなければならない場合、治療計画に従って薬剤の投与を行うことになる。
経口投与の場合には食事による消化器活動の活性化が通常1日3回のサイクルであるため、これを基準に食事後や食間など服用間隔を決めて処方がなされる。また、睡眠薬のように就寝時を目安に服用時間が定められたり、喘息薬のように一定の発作が生じた場合に服用する頓服といった間隔を定めない投与基準もある。
非経口投与の場合には、投与間隔の基準は特に食後などの一定の目安となるタイミングは特になく就寝時以外は、治療計画に従って投与が行われることになる。